# Герагогіка
Герагогіка (також герагогія) — це теорія, яка стверджує, що люди похилого віку настільки різні, що потребують окремої освітньої теорії. Також використовувався термін елдергогія. Деякі критики зазначили, що «не слід очікувати від герагогії якоїсь вичерпної освітньої теорії для старших дорослих учнів, а лише усвідомлення та чутливості до геронтологічних питань».
Ключові відмінності між традиційною педагогікою та герагогікою містять пропозицію «можливостей для старших дорослих учнів самостійно встановлювати навчальний план і навчатися за допомогою діяльності, яка має особисте значення», а також визнання пов'язаних з віком проблем, які можуть вплинути на навчання, таких як знижена сенсорика сприйняття, обмежені рухові можливості та зміни когнітивних процесів, особливо пам'яті.
Спільне навчання «рівний-рівний», яке використовується в Університеті третього життя, є звичайним елементом у герагогічних умовах.

## Принципи герагогіки

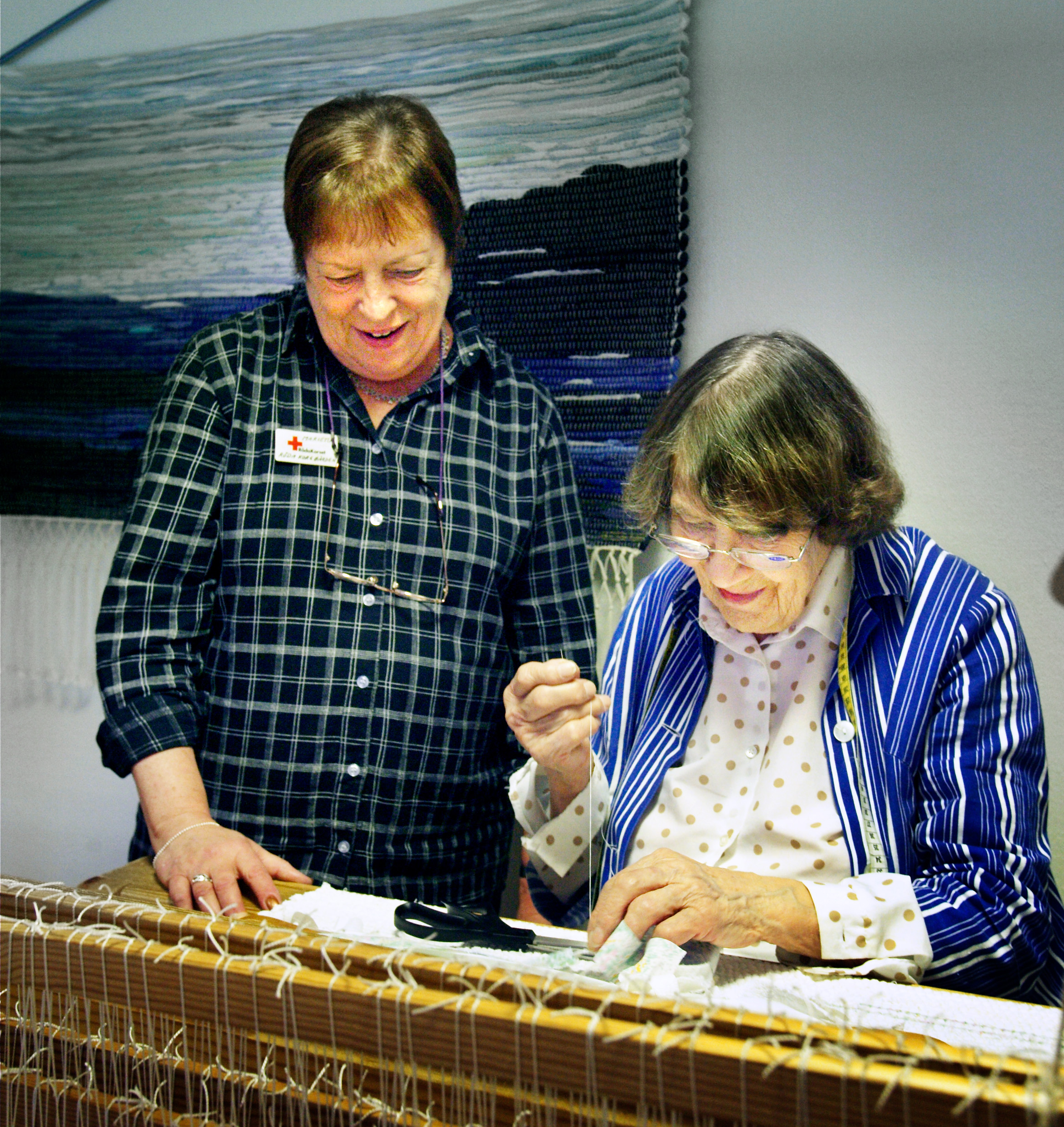
Літні люди в середовищі навчання рівних

Від Джона, Марта Т. (1988). Герагогіка: Теорія навчання людей похилого віку:
- Навчання має бути спрямоване на надання навичок і ресурсів, які підтримують особисту незалежність. Тому перед початком курсу навчання необхідно висвітлити корисні практичні результати, а будь-які призначені завдання повинні мати значення для літніх людей. Насолода, цікавість, пошук інформації та бажання спілкування є типовими шляхами навчання.
- Потрібна різноманітність методів навчання, а не покладатися на довгі словесні презентації. Гнучкий, міждисциплінарний підхід, який відповідає потребам присутніх учнів, є життєво важливим.
- Репетитори повинні прагнути чітко зосередитися на темі, обмежуючи кількість представлених ідей. Слід уникати нерелевантних або надто відволікальних концепцій.
- Замість дисципліни чи заучування, викладачі повинні стимулювати взаємодію теплотою, позитивними коментарями, схваленням і заохоченням.
- Учням може знадобитися більше часу для виконання завдань і доручень, ніж молодшим людям. Вони також можуть захотіти неодноразово повертатися до завдання, поки не відчують себе комфортно. Приклади слід закріплювати регулярно й часто, використовуючи різні контексти, щоб дати учням якомога більше можливостей зрозуміти концепцію.
- Минулий досвід учнів може бути корисним для закріплення їхнього розуміння. Репетитори повинні прагнути переглядати конкретні навички, які дозволяють кожному учню бути творчим по-своєму, спираючись на свій особистий життєвий досвід. Також важливо переглянути інформацію, яку, можливо, засвоїли в минулому (наприклад, у школі), але деякий час не використовували.